# Xian de Huangyuan
Le xian de Huangyuan (chinois simplifié : 湟源县 ; pinyin : huángyuán xiàn), autrefois appelé Chiling est un district administratif de la province du Qinghai en Chine. Il est placé sous la juridiction de la ville-préfecture de Xining.

## Histoire
En 1727, sous la dynastie Qing, la muraille de la ville, alors appelée Dangar (丹噶尔, dāngáěr), est érigée.

## Démographie
La population du district était de 132 484 habitants en 1999.

### Statiques de population par ethnie (2000)
La population du xian d'après le recensement de 2000 est de 129.814 personnes.
| Nom du peuple | Population | Pourcentage |
| ------------- | ---------- | ----------- |
| Han           | 111.704    | 86,05 %     |
| Tibétains     | 13.472     | 10,38 %     |
| Hui           | 2.216      | 1,71 %      |
| Mongol        | 1.855      | 1,43 %      |
| Tu            | 413        | 0,32 %      |
| Salar         | 68         | 0,05 %      |
| Mandchou      | 34         | 0,03 %      |
| Zhuang        | 12         | 0,01 %      |
| Autres        | 40         | 0,03 %      |

## Économie

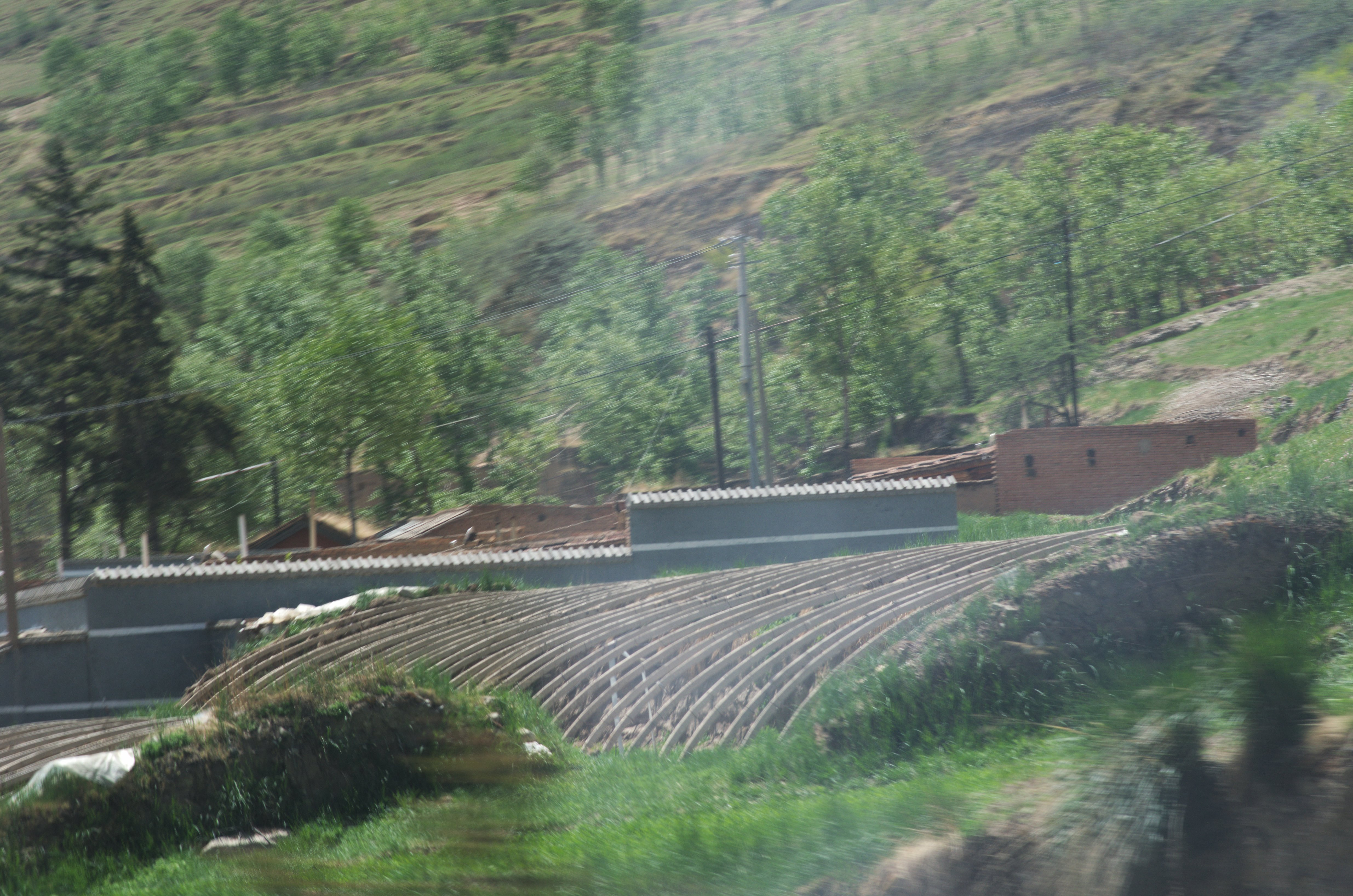
Serres dans un village, le long de la route nationale 109

Dans cette région rurale, une importante partie de l'économie est lié à l'élevage de mouton, yak et plus rarement bœuf. Depuis quelques années, des cultures maraîchères sous serres se sont développées, permettant à la fois, à une altitude ou l'air est moins dense, de profiter du plus grand ensoleillement et de résister au froid.

## Tourisme
Le mont Riyue (日月山, rìyuè shān, « Mont du soleil et de la lune »), situé sur le xiang autonome riyue de la minorité Zang (日月藏族乡, rìyuè zàngzú xiāng), à 40 km au sud-sud-ouest de la ville de Huangyuan, sur lequel, selon la légende, la princesse Wencheng, fille de l'empereur Tang Taizong, aurait abandonné un miroir nommé « Soleil et Lune » que ce dernier lui avait offert, et qui lui permettait de regarder Chang’an (actuel Xi'an), alors capitale de la dynastie Tang. Deux pavillons, un de la lune et l'autre du soleil, ont donc été érigés sur cette colline. La rivière Daotang qui coule à proximité serait faite de ses larmes.
La mosquée du Xian de Huangyuan (湟源县清真寺, huángyuán xiàn qīngzhēnsì), créée en 1865 et située dans le centre-ville.
Une pagode située sur les flancs de montagnes surplombant le centre-ville.